# Clément Berthet
Clément Berthet (født 2. august 1997 i Pierre-Bénite) er en cykelrytter fra Frankrig, der er på kontrakt hos Decathlon-AG2R La Mondiale.